# ماري ويلسون (مغنية)
ماري ويلسون (بالإنجليزية: Mari Wilson)‏ هي مغنية بريطانية، ولدت في 29 سبتمبر 1954 في Neasden ‏ في المملكة المتحدة.

## وصلات خارجية
- الموقع الرسمي
- ماري ويلسون على موقع IMDb (الإنجليزية)
- ماري ويلسون على موقع ميوزك برينز (الإنجليزية)
- ماري ويلسون على موقع ديسكوغز (الإنجليزية)